# Gnorimoschema hoefneri
Gnorimoschema hoefneri is een vlinder uit de familie tastermotten (Gelechiidae). De wetenschappelijke naam is voor het eerst geldig gepubliceerd in 1909 door Rebel.
De soort komt voor in Europa.